# Karl Schäfer Memorial 2005
W dniach od 12 do 16 października 2005 roku w Wiedniu, na lodowisku Albert Schultz Icehall, odbyła się kolejna z cyklicznych imprez ISU w łyżwiarstwie figurowym – Karl Schäfer Memorial. Zawody, po raz pierwszy w swojej historii, transmitowane były na żywo. 
Były one jednocześnie ostatnią okazją do zdobycia kwalifikacji olimpijskiej przez kraje, którym nie udało się to podczas Mistrzostw Świata 2005. Z Polski walczyła o nią para taneczna. Choć nie zdobyli kwalifikacji olimpijskiej, zostali pierwszą parą rezerwową i z dniem 24 stycznia 2006, za sprawą wycofania ze startu pary niemieckiej, zostali zakwalifikowani przez ISU i dopuszczeni przez PKOl do startu. 

## Wyniki
Pełne wyniki, wraz z punktacją i protokołami, dostępne są na Stronach ISU.
- MEDALIŚCI
  - SOLIŚCI

1. Tomáš Verner (Czechy)
2. Gregor Urbas (Słowenia)
3. Wachtang Murwanidze (Gruzja)

- - PARY SPORTOWE

1. Tetiana Wołosożar i Stanisław Morozow (Ukraina)
2. Anabelle Langlois i Cody Hay (Kanada)
3. Tiffany Vise i Derek Trent (USA)

- - TAŃCE

1. Margarita Drobiazko i Povilas Vanagas (Litwa)
2. Kristin Fraser i Igor Łukanin (Azerbejdżan)
3. Christina Beier i William Beier (Niemcy)

- - SOLISTKI

1. Liu Yan (Chiny)
2. Kim Yong-suk (Korea Północna)
3. Fleur Maxwell (Luksemburg)

- POLACY
  - SOLIŚCI: nie startowali
  - PARY SPORTOWE: Dominika Piątkowska i Dmitrij Chromin – 6
  - TAŃCE: Aleksandra Kauc i Michał Zych – 9
  - SOLISTKI: nie startowały